# Antimaco
Nella mitologia greca, Antimaco era il nome di un eminente troiano vissuto al tempo di Priamo, del quale era consigliere.

## Mito
Antimaco, ricordato nell'Iliade quale padre dei giovani troiani Pisandro e Ippoloco, era famoso per il suo odio verso gli Achei.
Prima di dichiarare guerra ai Troiani per il ratto di Elena, compiuto da Paride figlio di Priamo, i Greci avevano cercato una soluzione pacifica inviando a Troia due illustri ambasciatori, Menelao ed Odisseo, abili a negoziare. Antimaco esortò i suoi concittadini a opporsi alle richieste degli Achei, avendo partita vinta sull'altro consigliere di Priamo, Antenore, contrario alla guerra. Sembra anche che Paride fosse in ottimi rapporti di amicizia con Antimaco e i suoi due figli. 
Durante la guerra di Troia, Pisandro e Ippoloco, che combattevano insieme su un carro, vennero fatti prigionieri da Agamennone e da lui massacrati senza pietà nonostante le loro suppliche di aver salva la vita.

## Interpretazione dell'episodio
Nell'Iliade la figura di Antimaco è contrapposta a quella di Antenore: lo stesso vale per i loro figli. I due rampolli di Antimaco hanno ereditato i suoi sentimenti antiachei, ma moriranno da vigliacchi. I vari Antenoridi, invece, combattono da eroi pur disapprovando la linea intrapresa da Priamo. E dopo aver descritto la fine di Ippoloco che tenta invano di fuggire senza far nulla per salvare il corpo del fratello morto, Omero fa seguire un bellissimo esempio di amore fraterno che ha per protagonisti due dei tanti figli di Antenore, Ifidamante e Coone, con quest'ultimo che cercherà disperatamente di vendicare la morte dell'altro, venendo ucciso a sua volta.

## Omonimia
Sempre nell'Iliade è menzionato un altro troiano di nome Antimaco, padre del guerriero Ippomaco, che fu ferito in battaglia da Leonteo.